# Constitució de Malawi
La Constitució de Malawi, aprovada el 18 de maig del 1994, és la màxima llei escrita de l'ordenament jurídic de Malawi. Va establir una democràcia multipartit on el president és cap d'estat i cap del govern al mateix temps, escollit per sufragi universal directe cada cinc anys.
L'aprovació de la carta magna va venir precedida del referèndum del 14 de juny del 1993 on els ciutadans de Malawi van decidir tancar una etapa de més de 30 anys de la dictadura de Hastings Kamuzu Banda. Abans es van fer reformes econòmiques. L'escriptura del text va ser fruit d'un procés amb un intens debat que va durar cinc setmanes.